# Tjiftjaf
De tjiftjaf (Phylloscopus collybita; zangⓘ) is een kleine, slanke zangvogel uit de familie Phylloscopidae en een zeer algemene broedvogel in België en Nederland.

## Kenmerken
De naam ontlenen de vogels aan hun zang (onomatopee), die klinkt als tjif-tjaf. De fitis en de tjiftjaf zijn tweelingsoorten en beide insecteneters met een dunne fijne snavel. Ze zijn zeer beweeglijk en vertonen onrustig gedrag. De tjiftjaf lijkt qua uiterlijk erg op de fitis, maar meestal hebben tjiftjaffen donkere poten, terwijl fitissen over het algemeen lichte poten hebben. Fitis en tjiftjaf zijn eenvoudig te onderscheiden door hun onderling verschillende zang. Het verenkleed is olijfgroen tot bruin en bestaat uit een vuilwitte tot geelwitte onderzijde en zwartbruine poten. De tjiftjaf is net als de fitis zo'n 11 cm groot.

## Zang
De tjiftjaf is een van de eerste zangvogels in de Lage Landen die terugkomen uit hun winterverblijf en al in maart is de zang te horen: 'tjiftjaf-tjiftjaf-tjiftjaf'. In het midden van de zomer is er geen zang te horen. In september begint de tweede zangperiode die doorloopt tot in oktober. Ter voorbereiding op de trek eten de vogels zich vol aan insecten in de struiken, waarbij met name de jonge tjiftjaffen zeer regelmatig een kort hoog contactroepje laten horen. Dit roepje klinkt als: 'hiep', 'wieHUU' of 'whiIET'
- Zang van de tjiftjaf

## Leefwijze
Het voedsel bestaat uit insecten, rupsen, muggen, larven en eieren.

## Voortplanting
Het nest is kogelvormig en vanbinnen bekleed met veren. Het bevindt zich tussen de grondvegetatie, maar iets hoger dan bij de fitis. Het legsel bestaat meestal uit vijf tot zeven witte eieren met bruine of roodbruine vlekjes.

## Verspreiding
De tjiftjaf komt in heel Europa voor, met uitzondering van Noord-Schotland, Zuid-Zweden en IJsland. Verder komt de tjiftjaf voor in Noord-Azië tot ongeveer 70° NB en er zijn geïsoleerde populaties in Noordwest Afrika en Noord- en West-Turkije en het noordwesten van Iran.
Het is een trekvogel. De vogels die in Midden- en Noord-Europa broeden, overwinteren in Zuid-Europa en de noordelijke helft van Afrika. De Noord-Aziatische vogels overwinteren in tropisch Azië. Het kaartje geeft weer dat er gebieden zijn waarin 's winters ook tjiftjaffen blijven. In zachte winters zijn er ook in België en Nederland overwinterende vogels.
In de Lage Landen is de tjiftjaf een veel voorkomende soort van grote tuinen, parken en bossen. Het aantal broedvogels in Nederland wordt geschat op een half miljoen paar. Er zijn jaar op jaar schommelingen, maar geen opvallende trends in het aantal broedvogels.

## Taxonomie
De tjiftjaf en de fitis lijken erg op elkaar. Pas in 1817 werd de tjiftjaf wetenschappelijk beschreven, hoewel voor die tijd al beschrijvingen bestonden over fitis en tjiftjaf als vogelsoorten met een verschillende zang.
Het geslacht Phylloscopus heeft 80 soorten. Hieronder zijn nog drie soorten met de naam tjiftjaf: de Canarische tjiftjaf (P. canariensis), de bergtjiftjaf (P. sindianus) en de Iberische tjiftjaf P. ibericus). De Iberische tjiftjaf is lang als een ondersoort beschouwd. Deze vogel komt voor in Zuidwest-Frankrijk, West-Spanje en Portugal. De zang van deze tjiftjaf is anders. Ook op de Canarische eilanden komt een andere soort voor met een eigen geluid.
Daarnaast worden er zes ondersoorten onderscheiden:
- P. c. abietinus (Scandinavië en Noordwest-Rusland tot de Zwarte Zee en Noord-Iran)
- P. c. collybita (West-, Midden- en Zuidoost-Europa)
- P. c. brevirostris (Turkije)
- P. c. caucasicus (Kaukasus tot Noord-Iran)
- P. c. menzbieri (Noordoost-Iran en Turkmenistan)
- P. c. tristis (Siberische tjiftjaf komt voor in: Oost-Rusland en Kazachstan tot Zuid-Siberië en Noord-Mongolië).

## Status
De tjiftjaf heeft een enorm groot verspreidingsgebied en daardoor alleen al is de kans op de status kwetsbaar (voor uitsterven) uiterst gering. De grootte van de populatie wordt geschat op aantallen die lopen in de honderden miljoen. De aantallen gaan mogelijk nog vooruit. Om deze redenen staat de tjiftjaf als niet bedreigd op de Rode Lijst van de IUCN.

## Trivia
In het Suske en Wiske-verhaal De toornige tjiftjaf speelt de tjiftjaf de hoofdrol, dit verhaal gaat over de vogelvangst in België.